# ルートヴィヒ・アドルフ・ラドルコーファー

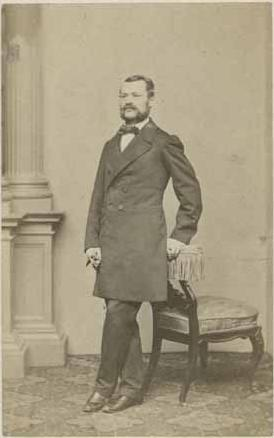
Ludwig Adolph Timotheus Radlkofer

ルートヴィヒ・アドルフ・ラドルコーファー（Ludwig Adolph Timotheus Radlkofer、1829年12月19日 - 1927年2月16日）は、ドイツの植物学者。

## 略歴
ミュンヘンに生まれた。ミュンヘン大学で医学を学び、1858年に医学の博士号を得た後、イエナ大学でマティアス・ヤーコプ・シュライデンのもとで植物学を学んだ。顕微鏡を使った植物解剖学や薬学の研究を行い、1855年に博士号（Dr. phil.）を得た。1856年にミュンヘン大学に戻り、講師、准教授をへて1863年から1913年の間ミュンヘン大学の植物学の教授を務めた。ミュンヘン植物保管庫（Botanischen Konservatorium München、現在のミュンヘン植物園標本館）でも働いた。1892年にカール・ネーゲリの後任としてミュンヘン植物博物館の館長となった。ミュンヘン大学で教えた、学生には、ゾーレレーダー（Hans Solereder）、レナー（Otto Renner）、プラントル（Carl Prantl）、キュスター（Ernst Küster）、ハリエール（Johannes Gottfried Hallier）、フリッシュ（Felix Eugen Fritsch）、ヘルツォグ（Theodor Herzog）らがいる。
師のシュライデンは植物の細胞説の確立に功績のあった科学者であり、ラドルコーファーもその研究を引き継ぐ他、薬理学、分類学の分野でも働いた。シュライデンの見解にはいくつかの誤りがあり、花粉の役割などについてはヴィルヘルム・ホフマイスターの見解を支持した。
1862年にドイツ自然科学アカデミー・レオポルディーナ (Leopoldina) の会員に選ばれ、バイエルン科学アカデミーでは1875年に非常勤会員、1882年に正会員に選ばれた。
メリアントゥス科（Melianthaceae）の植物の種Greyia radlkoferiに献名されている。

## 著作
- (1859): Ueber Krystalle proteinartiger Körper pflanzlichen und thierischen Ursprungs : ein Beitrag zur Physiologie der Pflanzen und Thiere, zur Chemie und Physik der organischen Körper - Leipzig : Engelmann
- (1875): Monographie der Sapindaceen-Gattung Serjana - München : K. B. Akademie
- (1914): New Sapindaceae from Panama and Costa Rica - Washington: Smithson. Inst.
- (1887): Monographia generis Serjaniae supplementum : Ergänzungen zur Monographie der Sapindaceen Cattung Serjania - München
- (1886): Ueber die Arbeit und das Wirken der Pflanze - München: K. Hof- u. Univ.-Buchdr. v. Dr. C. Wolf & Sohn
- (1883): Über die Methoden in der botanischen Systematik insbesondere die anatomische Methode - München : Akademie